# ابی کاب
اَبی کاب (انگلیسی: Abbie Cobb؛ زادهٔ ۱۹۸۵) بازیگر و مؤلف اهل ایالات متحده آمریکا است. وی از سال ۲۰۰۹ میلادی تاکنون مشغول فعالیت بوده‌است.
از فیلم‌ها یا برنامه‌های تلویزیونی که وی در آن نقش داشته‌است، می‌توان به ۹۰۲۱۰، دو مرد و نصفی، ذهن‌های جنایتکار، زندگی مخفی نوجوان آمریکایی، روان‌کاو و جوگیر اشاره کرد.